# 400 meter medley för herrar i simning vid olympiska sommarspelen 2012
Herrarnas 400 meter medley vid olympiska sommarspelen 2012 ägde rum den 28 juli i London Aquatics Centre.

## Medaljörer
| Event       | Guld            | Guld    | Silver                   | Silver  | Brons               | Brons   |
| 400m medley | Ryan Lochte USA | 4:05.18 | Thiago Pereira Brasilien | 4:08.86 | Kosuke Hagino Japan | 4:08.94 |

## Resultat

### Heat
Resultaten publicerades direkt efter tävlingarna.
| Placering | Heat | Bana | Namn                     | Nationalitet   | Tid     | Noteringar |
| --------- | ---- | ---- | ------------------------ | -------------- | ------- | ---------- |
| 1         | 3    | 4    | Kosuke Hagino            | Japan          | 4:10.01 | Q          |
| 2         | 5    | 2    | Chad le Clos             | Sydafrika      | 4:12.24 | Q          |
| 3         | 5    | 4    | Ryan Lochte              | USA            | 4:12.35 | Q          |
| 4         | 3    | 6    | Thiago Pereira           | Brasilien      | 4:12.39 | Q          |
| 5         | 5    | 3    | Thomas Fraser-Holmes     | Australien     | 4:12.66 | Q          |
| 6         | 5    | 6    | Luca Marin               | Italien        | 4:13.02 | Q          |
| 7         | 5    | 5    | Yuya Horihata            | Japan          | 4:13.09 | Q          |
| 8         | 4    | 4    | Michael Phelps           | USA            | 4:13.33 | Q          |
| 9         | 4    | 5    | László Cseh              | Ungern         | 4:13.40 |            |
| 10        | 3    | 1    | Gal Nevo                 | Israel         | 4:14.77 |            |
| 11        | 4    | 2    | Yannick Lebherz          | Tyskland       | 4:15.41 |            |
| 12        | 3    | 3    | Yang Zhixian             | Kina           | 4:15.45 |            |
| 13        | 4    | 6    | Roberto Pavoni           | Storbritannien | 4:15.56 |            |
| 14        | 4    | 3    | Wang Chengxiang          | Kina           | 4:15.57 |            |
| 15        | 4    | 1    | Maksym Shemberev         | Ukraina        | 4:16.63 |            |
| 16        | 2    | 4    | Ward Bauwens             | Belgien        | 4:16.71 |            |
| 17        | 4    | 7    | Ioannis Drymonakos       | Grekland       | 4:17.04 |            |
| 18        | 2    | 6    | Raphael Stacchiotti      | Luxemburg      | 4:17.20 |            |
| 19        | 5    | 1    | Riaan Schoeman           | Sydafrika      | 4:17.22 |            |
| 19        | 5    | 7    | Federico Turrini         | Italien        | 4:17.22 |            |
| 21        | 3    | 7    | Alexander Tikhonov       | Ryssland       | 4:18.12 |            |
| 22        | 3    | 5    | Dávid Verrasztó          | Ungern         | 4:18.31 |            |
| 23        | 4    | 8    | Alec Page                | Kanada         | 4:19.17 |            |
| 24        | 3    | 2    | Joe Roebuck              | Storbritannien | 4:20.24 |            |
| 25        | 1    | 5    | Bradley Ally             | Barbados       | 4:21.32 |            |
| 26        | 2    | 2    | Yury Suvorau             | Belarus        | 4:23.06 |            |
| 26        | 2    | 5    | Diogo Carvalho           | Portugal       | 4:23.06 |            |
| 28        | 2    | 3    | Jung Won-Yong            | Sydkorea       | 4:23.12 |            |
| 29        | 2    | 1    | Esteban Enderica Salgado | Ecuador        | 4:24.32 |            |
| 30        | 2    | 8    | Pedro Pinotes            | Angola         | 4:24.69 |            |
| 31        | 1    | 4    | Anton Sveinn McKee       | Island         | 4:25.06 |            |
| 32        | 5    | 8    | Daniel Tranter           | Australien     | 4:25.76 |            |
| 33        | 2    | 7    | Quah Zheng Wen           | Singapore      | 4:26.81 |            |
| 34        | 1    | 6    | Marko Blazhevski         | Makedonien     | 4:32.38 |            |
| 35        | 1    | 3    | Rafael Alfaro            | El Salvador    | 4:35.80 |            |
| 36        | 1    | 2    | Ahmed Ghithe G Atari     | Qatar          | 5:21.30 |            |
|           | 3    | 8    | Taki Mrabet              | Tunisien       | DSQ     |            |

### Final
| Placering | Bana | Namn                 | Nationalitet | Tid     | Noteringar |
| --------- | ---- | -------------------- | ------------ | ------- | ---------- |
| 1         | 3    | Ryan Lochte          | USA          | 4:05.18 |            |
| 2         | 6    | Thiago Pereira       | Brasilien    | 4:08.86 |            |
| 3         | 4    | Kosuke Hagino        | Japan        | 4:08.94 |            |
| 4         | 8    | Michael Phelps       | USA          | 4:09.28 |            |
| 5         | 5    | Chad le Clos         | Sydafrika    | 4:12.42 |            |
| 6         | 1    | Yuya Horihata        | Japan        | 4:13.30 |            |
| 7         | 2    | Thomas Fraser-Holmes | Australien   | 4:13.49 |            |
| 8         | 7    | Luca Marin           | Italien      | 4:14.89 |            |